# ポケTの坂道でおじんじょ
『ポケTの坂道でおじんじょ』（ぽけてぃのさかみちでおじんじょ）はテレビ新広島で2019年7月20日から2021年5月9日まで放送されていたトーク番組である。

## 概要
広島県出身の乃木坂46メンバーである和田まあやと吉本坂46メンバーである藤井菜央が、意外と知らない広島のことをいろいろな体験を通じて学ぶ。番組タイトルである「おじんじょ」とは広島弁で「正座」を意味する。放送終了後には番外編も「ポケットTSS」で配信される。
なお、2020年4月18日から7月4日までは新型コロナウイルス感染拡大の影響により放送を見合わせていた。
2020年10月18日からは、毎週日曜11:45～11:50に放送時間が変更される。
2020年12月6日は出演者の藤井菜央が新型コロナウイルスに感染したため、放送取り止めとなった。
2021年5月9日の放送を最後に放送を終了した。

## 出演者
- 和田まあや（当時乃木坂46）
- 藤井菜央（吉本坂46）

## 放送時間
- 2019年7月20日 - 2020年10月10日　毎週土曜11:45 - 11:50
- 2020年10月18日 - 2021年5月9日　毎週日曜11:45 - 11:50

## 放送日程
- #1 2019年7月20日
- #2 2019年7月27日 銀座の「ひろしまブランドショップ TAU」へ行く
- #3 2019年8月3日 カープについて学ぼう
- #4 2019年8月10日 夏にぴったりな瀬戸内おでかけスポットを見つけよう
- #5 2019年8月17日 広島グルメを2人でつくってみよう
- #6 2019年8月24日 ひろPさんの「広島弁で食レポしてみよう」に挑戦
- #7 2019年8月31日 夢に向かって頑張る広島の学生を応援しよう
- #8 2019年9月7日 宮島のSNS映えスポットを知ろう
- #9 2019年9月14日 いよいよ開幕!ワールドカップバレー2019
- #10 2019年9月21日 祝 放送10回記念!“ポケットTSS”のことをもっと知ろう
- #11 2019年9月28日 超一流のホンキの瞬間を目撃しよう
- #12 2019年10月5日 アイドルの本音トークをのぞき見しよう
- #13 2019年10月12日 東京のおしゃれスポットで“広島”を探そう（代官山篇）
- #14 2019年10月19日 東京のおしゃれスポットで“広島”を探そう（恵比寿篇）
- #15 2019年10月26日 いま話題のインフルエンサーについて学ぼう
- #16 2019年11月2日 今夜スタート!FNS27時間テレビ
- #17 2019年11月9日 祝!藤井菜央18歳のバースデー
- #18 2019年11月16日 海外の魅力をたくさん知ろう♪
- #19 2019年11月23日 勤労感謝の日!趣味で日頃の疲れを癒そう
- #20 2019年11月30日 放送20回記念!番組オリジナルTシャツを作ろう
- #21 2019年12月7日 ただいま広島!2人がやりたいこと詰め込みましたツアー
- #22 2019年12月14日 OKOSTAで念願のお好み焼き体験
- #23 2019年12月21日 年末ラスト!宮島でグルメ巡り&厳島神社へお参り
- #24 2020年1月11日 新春!2020年の目標を書初めしよう
- #25 2020年1月18日 二人の愛が試される!?『ポケットTSS』クイズ対決
- #26 2020年1月25日 サクラ咲け!受験生を全力応援
- #27 2020年2月1日 コイの季節がはじまるよ♡カープ日南キャンプWeek
- #28 2020年2月8日 バレンタインカードを手作りしよう♡
- #29 2020年2月15日 今年こそ詳しくなるぞ!カープ知識王2020
- #30 2020年2月22日 いよいよ開幕!サンフレッチェ広島を全力応援
- #31 2020年2月29日 祝!和田まあや選抜入り!坂んじょ“独占”インタビュー
- #32 2020年3月7日 めざせ食リポの達人!広島のお菓子のおいしさをリポートで伝えよう
- #33 2020年3月14日 ひとり○○を極めよう
- #34 2020年3月21日 夢に向かって頑張る人たちを応援しよう
- #35 2020年3月28日 お部屋で春を感じよう♪フラワーアレンジメントに挑戦
- #36 2020年4月4日 これで春が100倍楽しくなる!春ドラマクイズ
- #37 2020年4月11日 今年度の計画書をつくってみよう
- #38 2020年7月11日 改めて今年のカープの見どころを知ろう
- #39 2020年7月18日 夏バテ対策!モリモリ食べようおうちごはん
- #40 2020年7月25日 1周年記念!ちょっとわがまましてみよう
- #41 2020年8月1日 坂んじょが提案!夏休みの自由研究
- #42 2020年8月8日 広島で8といったらTSS!TSSについてもっと知ろう
- #43 2020年8月15日 千羽鶴に思いを乗せて、平和への願いを届けよう
- #44 2020年8月22日 吉本坂46誕生2周年!グループのことをもっと知ってもらおう
- #45 2020年8月29日 ひろしまで広島の魅力が伝わる“あいうえお作文"をつくる
- #46 2020年9月5日 食欲の秋!広島スイーツを楽しもう
- #47 2020年9月12日 西山アナが伝授!動画で学ぼう、正しい手の洗い方
- #48 2020年9月19日 おうち時間にぴったり!人気のカードゲーム対決
- #49 2020年9月26日 スポーツの秋!“eスポーツ”に挑戦しよう
- #50 2020年10月3日　10月突入!“坂んじょ”秋の私服チェック
- #51 2020年10月10日　お引越し前ラスト!思い出の放送回を振り返ろう
- #52 2020年10月18日　和田まあやへの50の質問
- #53 2020年10月25日　藤井菜央への50の質問
- #54 2020年11月1日　目指せいちばん!おうちで狙おうギネス記録
- #55 2020年11月8日　地元を思い出そう!リモートでGoToひろしま
- #56 2020年11月15日　“質問力”をきたえて、めざせトーク力アップ
- #57 2020年11月22日　いつも癒しをありがとう♡ペット愛プレゼン対決
- #58 2020年11月29日　「いい肉の日」!坂んじょ肉祭り!
- #59 2020年12月13日　もしも和田まあやがYouTuberになったら…
- #60 2020年12月20日　「坂んじょオリジナルカレンダーで新年を迎えよう」♪
- #61 2021年1月10日　「2021年!今年も書初めで決意表明」!
- #62 2021年1月17日　「ようこそ坂んじょへ!ぬきうち広島クイズ」!
- #63 2021年1月24日　「広島の魅力プレゼン対決【グルメ編】」!
- #64 2021年1月31日　「広島の魅力プレゼン対決【地元編】」!
- #65 2021年2月14日　「ハッピーバレンタイン♡スイーツデコに挑戦」!
- #66 2021年2月21日　「教えて!アイドルのレッスン事情」!
- #67 2021年3月14日「めざせ!数字に強いアイドル」!
- #68 2021年3月21日「コイの季節がやってくる♡カープ女子への道」!
- #69 2021年3月28日「坂んじょ、俳句はじめました」!
- #70 2021年4月11日「TSSの新しいこと紹介」!
- #71 2021年4月18日「坂んじょのお茶のツマミになる話」!
- #72 2021年4月25日「坂んじょプレゼンツ!和田まあや生誕祭2021【前編】」!
- #73 2021年5月2日「坂んじょプレゼンツ!和田まあや生誕祭2021【後編】」!
- #74 2021年5月9日「坂んじょ★クイズで振り返りまSHOW」!